# 尤尼昂山 (伊利諾伊州)
尤尼昂山（英語：Union Hill）是位於美國伊利諾伊州坎卡基縣的一個村落。

## 地理
尤尼昂山的座標為41°06′29″N 88°08′50″W / 41.10806°N 88.14722°W，而該地最高點為海拔高度188米（即617英尺）。

## 人口
根據2010年美國人口普查的數據，尤尼昂山的面積為0.12平方千米，當中陸地面積為0.12平方千米，而水域面積為0.00平方千米。當地共有人口58人，而人口密度為每平方千米483人。